# Nước mắt

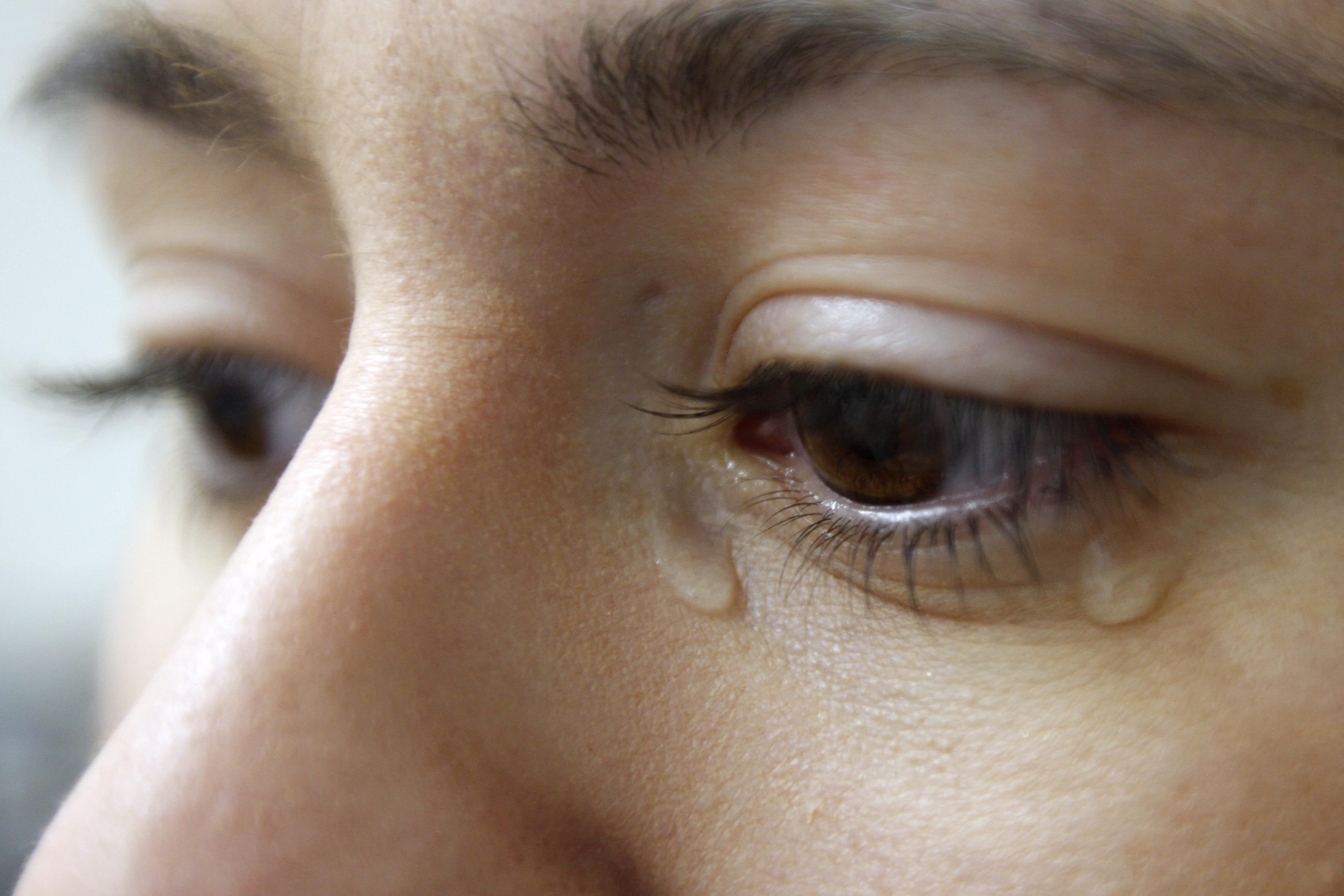
Nước mắt người

Giải phẫu của lachrymation, cho thấy a) Tuyến lệ b) Lỗ tuyến lệ trên c) Tuyến lệ trên d) Túi lệ e) Đục lệ đạo dưới f) Ống lệ dưới g) Ống mũi

Nước mắt hay giọt nước mắt, lệ, giọt lệ, giọt sầu, giọt lệ sầu là một dung dịch dạng lỏng (nước) được tiết ra từ bộ phận mắt trên cơ thể thông qua tuyến lệ. Về mặt sinh học, nước mắt là dung dịch dùng để làm lau sạch những bụi bẩn bám ở con ngươi, khi tuyến lệ tiết ra nước mắt để làm ướt và trôi đi các bụi bẩn ở mặt do bụi bay vào mắt, nước bẩn tiếp xúc với mắt, hơi cay làm khô mắt nên tuyến lệ tiết nước mắt để làm ướt mắt. Ngoài ra khi con người hoặc động vật ngáp thì tuyến lệ cũng tiết nước mắt. Nước mắt cũng có thể tiết ra do kích thích mắt liên tục như chớp mắt, dụi mắt, chạm vào mắt...
Về mặt tâm lý, nước mắt của con người là những biểu hiện sinh sộng cho trạng thái tâm lý đặc biệt là khi người ta khóc (có thể khóc do buồn, đau khổ, mất mát hoặc có thể khóc do hạnh phúc, vỡ òa trong sung sướng, cười nheo mắt...). Những giọt nước mắt được gọi là giọt lệ, được tiết ra và thông thường được tiết ra rất nhiều. Ngoài ra trong nhiều trường hợp khi người ta cười cũng tiết ra nước mắt.
Nước mắt hay giọt lệ là đề tài trữ tình và thơ mộng của văn chương, thơ ca, hội họa, phim ảnh, âm nhạc, ca kịch.... đặc biệt nhiều phim ảnh theo thể loại tâm lý, tình cảm, xã hội thường có nhiều cảnh đặc tả cảm xúc của các nhân vật khi học khóc, rơi lệ...tạo sự đồng cảm và lôi cuốn người xem. Thuật ngữ "nước mắt cá sấu" dùng để chỉ về những kẻ giả nhân, giả nghĩa.